# Cabacés
Cabacés è un comune spagnolo situato nella comunità autonoma della Catalogna.